# Boghești
Boghești è un comune della Romania di 1 752 abitanti, ubicato nel distretto di Vrancea, nella regione storica della Moldavia. 
Il comune è formato dall'unione di 5 villaggi: Bichești, Boghești, Bogheștii de Sus, Chițcani, Iugani, Plăcințeni, Pleșești, Prisecani, Tăbucești.